# Paul-Bernard Hodel
Paul-Bernard Hodel OP (* 1965) ist ein Schweizer römisch-katholischer Theologe.

## Leben
Er erwarb 1992 in Freiburg im Üechtland das Lizentiat in Theologie (Sermons de saint Vincent Ferrier à Estavayer-le-Lac), das Doktorat der Geschichte (La Prédication de Jourdain de Saxe, maître de l'ordre des prêcheurs (1222–1237) 2002 bei Nicole Bériou an der Universität Lyon II) und das Doktorat der Theologie (Le "Tractatus de moderno ecclesie scismate" de saint Vincent Ferrier (1380). Édition et étude 2008 am Angelicum). Seit September 2008 lehrt er als Professor für Kirchengeschichte an der Universität Fribourg.

## Schriften (Auswahl)
- Sermons de saint Vincent Ferrier à Estavayer-le-Lac, in: Mémoire dominicaine. Band 2. Cerf, Paris 2004, ISBN 2-204-04747-3, S. 149–192 (zugleich Lizenziatsarbeit, Fribourg 1992).
- als Herausgeber: Benoît Lavaud (1890–1979). Souvenirs en fragments (= Mémoire dominicaine. Band 18). Cerf, Paris 2004, ISBN 2204076201.
- als Herausgeber: Beati Iordanis de Saxonia sermones (= Monumenta Ordinis Fratrum Praedicatorum historica. Band 29). Institutum historicum Ordinis fratrum praedicatorum, Rom 2005, ISBN 978-88-88660-34-9.
- als Herausgeber mit Franco Morenzoni: Mirificus praedicator. A l'occasion du sixième centenaire du passage de Saint Vincent Ferrier en pays romand. Actes du colloque d’Estavayer-le-Lac, 7–9 octobre 2004 (= Dissertationes historicae. Band 32). Institutum historicum Ordinis fratrum praedicatorum, Rom 2006, OCLC 85626732.
- Le „Tractatus de moderno ecclesie scismate de saint Vincent Ferrier (1380)“. Édition et étude (= Studia Friburgensia. Band 104). Acad. Press, Fribourg 2008, ISBN 3-429-02041-7 (zugleich Dissertation, Angelicum 2008).
- Mémoire Dominicaine. Histoire – Documents – Vie dominicaine: Un frère dans la tourmente de l’histoire. Cerf, Paris 2009, ISBN 978-2-204-09186-2.
- als Herausgeber: François Fleury: De Genève à Fribourg par les routes de l'exil. Vie de Gaspard Mermillod (= Archives de la Société d’Histoire du Canton de Fribourg. N. S. Band 26). Société d’histoire du Canton de Fribourg, Fribourg 2017, ISBN 978-2-9701050-8-4.